# Jeni džamija u Travniku
Jeni džamija  (poznata kao i Hasan-agina džamija) je džamija u Travniku. Uz džamiju je dozidan aneks u kome se nalazi tekija, koja pripada kadirijskom tarikatu. Jeni džamija nalazi se u naselju Varoš, s jugozapadne strane Travničke tvrđave, na udaljenosti od oko 300 metara.

## Povijest
Jeni džamija (tur. Yeni - nova) je izgrađena 1549. godine što je vidljivo na natpisu koji se nalazi iznad ulaznih vrata i u kome je godina izgradnje džamije data u ebdžedu kronostiha. U natpisu se navodu Hasan-aga kao osnivač, koji je bio državni službenik i to vjerojatno u tvrđavi, gdje je bio dizdar, ali o tome nema pouzdanih podataka. U Travniku je podignuto 16 džamija. Jeni džamija predstavlja drugu najstariju džamiju podignutu u Travniku. Najstarija je ona koja se nalazi u Travničkoj tvrđavi.
Jeni džamiju prvi spominje putopisac Evlija Čelebija 1660. godine zabilježivši i dva posljednja stiha kronograma. Jedno vrijeme džamija je služila i kao skladište municije. Posljednji put to je bilo 1857. godine.  Godine 1903. u velikom požaru je nastradao krov (ćulah) minareta džamije. Za vrijeme Prvog svjetskog rata s džamije je skinut olovni krovni pokrivač i džamija pokrivena je ljepenkom nakon čega je cijeli objekt stradao zbog prodora vlage.
Dio istraživača navodi da je na tom mjestu ranije postojao neki sakralni objekt. Dr. Carl Patsch pronašao je 1908. godine u predvorju džamije rimsku nadgrobnu ploču od vapnenca, svu izlizanu, pa je mogao samo da pročita: M(ARCO) FLAVIO... Spominje se i uzidani natpis na bosančici koji se nalazi kod lijevog dovratnika džamije. Naziv Jeni znači da je ovo bila potpuno nova džamija u odnosu na neku postojeću ili na neku koja je bila na istom mjestu pa je iz temelja obnovljena. Uz džamiju dozidan je aneks u kome se danas nalazi tekija. U haremu džamije nalazi se pedesetak pari nadgrobnih spomenika među kojima je nekoliko starijih nišana.
Povjerenstvo za očuvanje nacionalnih spomenika je 2005. godine donijela odluku da se džamija proglasi za nacionalni spomenik Bosne i Hercegovine. Pokretno nasljeđe Jeni džamije sačinjava 20 levhi, od toga 18 smještenih u središnjem molitvenom prostoru i dvije u prostorima tekije.

## Vanjske povezice
- Najstarije religijske gradevine u Travniku[neaktivna poveznica]